# فولبارا (بافيا)
فولبارا (بالإيطالية: Volpara)‏ هي بلدة تقع في مقاطعة بافيا بإقليم لومبارديا في شمال إيطاليا. تبلغ مساحة هذه المدينة 3.9 (كم²)، وترتفع عن سطح البحر م، بلغ عدد سكانها 128 نسمة في عام 2004 حسب إحصاء المعهد الوطني للإحصاء.

## السكان
في سنة 1861 بلغ عدد السكان 504 نسمة، وتطور العدد ليصل في سنة 2011 لـ 133 نسمة.
يظهر هذا المخطط البياني تطور النمو السكاني لـ فولبارا (بافيا)